# Земун-Поле (станція)
Станція Земун-Поле (вуков. Земун поље, гаєв. Zemun polje) — залізнична станція в селищі Земун, Сербія. Розташована в селищі Земун-Поле, муніципалітет Земун. Наступні станції — Батайниця з одного боку, та Земун з іншого. Станція Земун-Поле складається з п'яти залізничних колій.